# Barszcz chrzanowo-buraczany

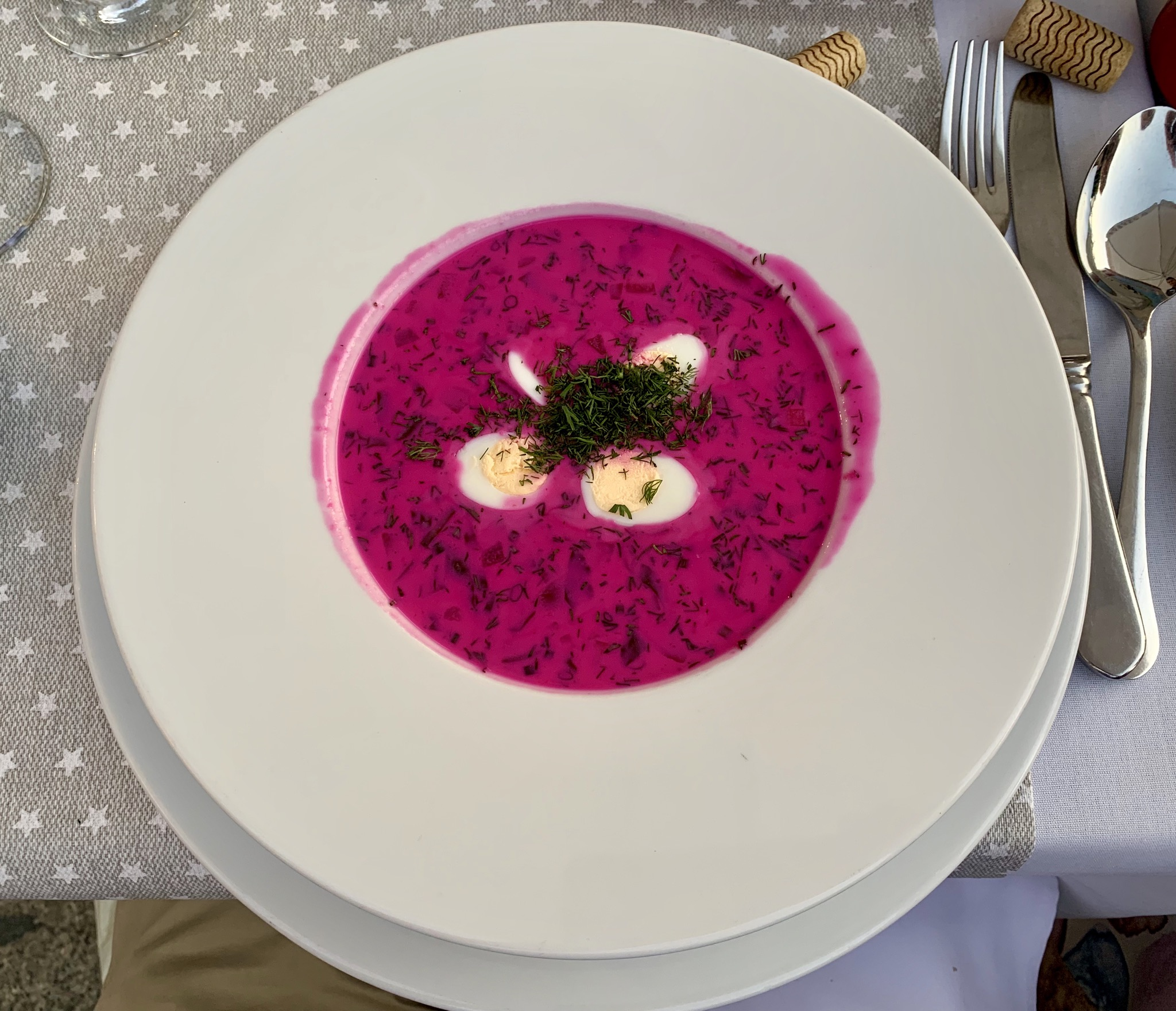
Barszcz chrzanowo – buraczany z jajkiem. (zdj. poglądowe)

Barszcz chrzanowo-buraczany jest wielkanocną zupą podawaną w Polsce m.in. na Urzeczu. W wierzeniach ludowych kolor zupy symbolizował krew Chrystusa, a chrzan jego cierpienie.
Barszcz chrzanowo-buraczany jest gotowany na bazie zakwasu z kiszonych buraków. Gotowany na święta wielkanocne z wędliną lub bez, dodatkiem czosnku oraz śmietany. Jest spożywany głównie na śniadanie wielkanocne po przyjściu z rezurekcji.
Urzecki barszcz chrzanowo-buraczany zdobył nagrodę „Perła 2019” podczas Targów Smaki Regionów w Poznaniu w kategorii „najlepsza polska regionalna potrawa lub danie”.
Nie ma jednak tylko jednego przepisu na ten barszcz

## Przygotowanie
Do garnka zostają włożone wędliny, pokrojone w średnią kostkę warzywa, zalane wodą i gotowane na małym ogniu.  Następnie wywar zostaje odstawiony zostaje na kilka godzin. Warzywa zostają odcedzone, a do pozostałego wywaru dodawany jest zakwas buraczany, barszcz jest podgrzewany, ale już nie gotowany. Utarty chrzan zostaje wymieszany ze śmietaną, a następnie zahartowany gorącym wywarem, (można też dodać mąki, by barszcz był gęściejszy) i dodany do barszczu, całość zostaje doprawiona do smaku solą i pieprzem. Podawany jest z zieleniną i ugotowanymi jajkami.

## Wicyński barszcz chrzanowy

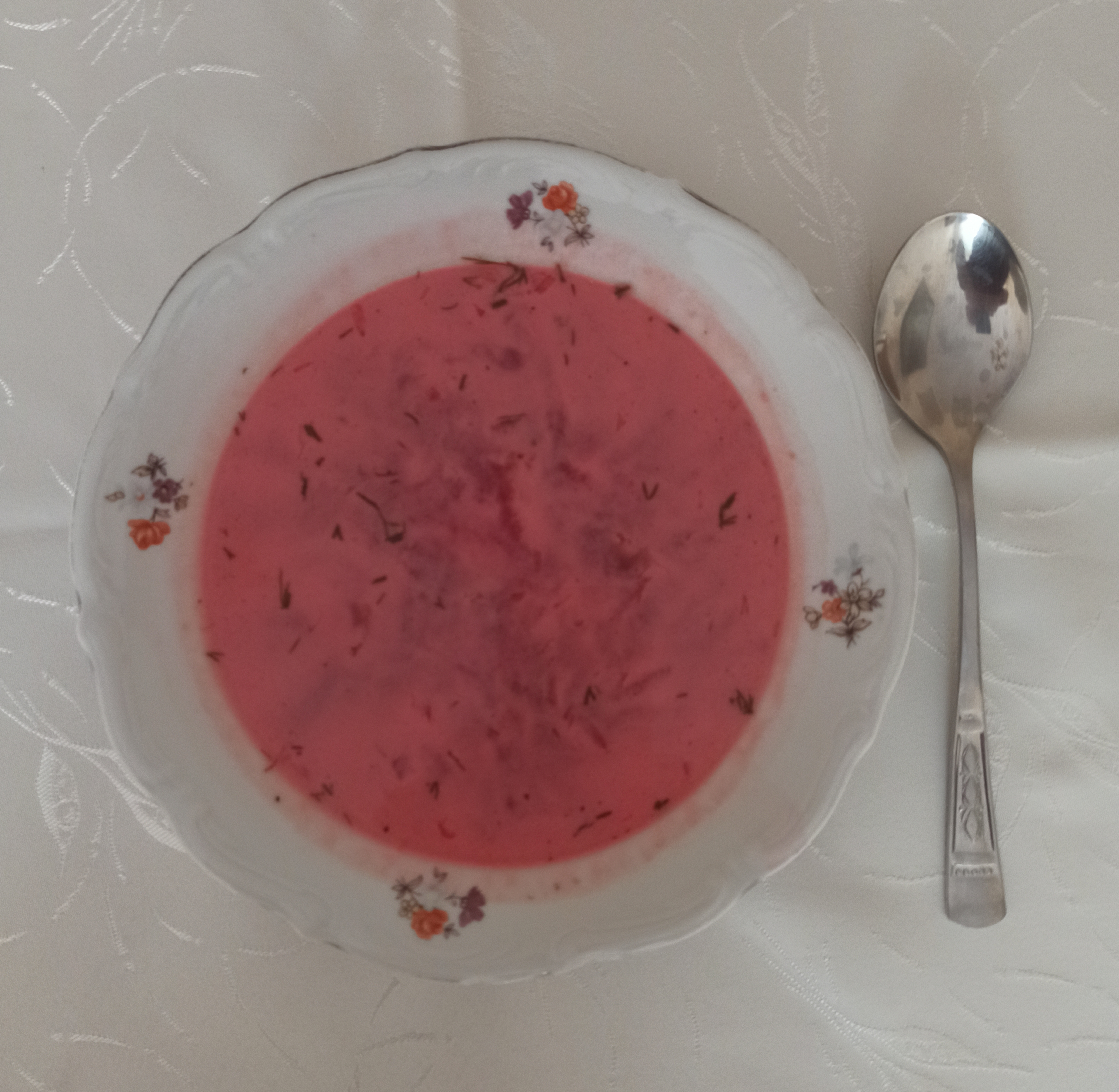
Wicyński barszcz chrzanowy (zdj. poglądowe)

Jedną z wersji barszczu chrzanowo – buraczanego jest wielkanocny gęsty barszcz chrzanowy, charakterystyczny dla repatriantów przybyłych po II wojnie światowej na ziemie zachodnie w Polsce z Wicynia (obecnie Smerekiwka), na Ukrainie. Bez względu na miejsce osiedlenia, potomkowie przesiedleńców kontynuują gotowanie go na Wielkanoc. Dość zwarty sposób osadnictwa np. w Nowej Wsi Głubczyckiej sprawił, że przepis ten przetrwał do dziś a jego przygotowanie i sposób podania się nie zmieniły.

## Przygotowanie
Po ugotowaniu wywaru z wędzonki i warzyw, wywar jest zakwaszany zakwasem burczanym. Barszcz jest zabielany i zagęszczany mieszanką roztrzepanych jajek, śmietany oraz mąki pszennej do uzyskania wymaganej konsystencji. Następnie jest dodawany świeżo starty chrzan, część do jeszcze ciepłego barszczu, a pozostałą część do zimnej potrawy. Schłodzony barszcz jest podawany na stół wielkanocny. Bywa też gotowany lokalnie, jako rodzaj wielkanocnego gęstego sosu do mięsa, wędlin i jaj.
W dniu 8 kwietnia 2024 r. na Listę Produktów Tradycyjnych został wpisany w kategorii: gotowe dania i potrawy: „Wicyński barszcz chrzanowy” (woj. opolskie).